# Georgios Dedas
Georgios Dedas (nacido el 2 de enero de 1980) es un exjugador y actual entrenador de baloncesto griego. Mide 2,00 metros de altura y puede jugar en las posiciones de escolta o alero. Actualmente es entrenador asistente del Olympiacos B.C..

## Trayectoria
Debutó como profesional en las filas del Ment de la A2, división de plata de Grecia, su país natal. En la temporada 2003/04 fichó por el Iraklis BC de la A1 donde permaneció hasta que el Breogán Lugo de la liga LEB Oro le fichó en la temporada 2006/07 para sustituir al lituano Zavackas. Antes, había sido uno de los integrantes de la selección nacional griega en los Juegos Mediterráneos de 2005.
En la temporada 2007/08 ficha por el CB Rosalía de Castro también de LEB Oro, equipo al que ayuda a llegar a los playoffs de ascenso a la liga ACB. Una temporada más tarde, en el mismo equipo no puede evitar que él mismo acabe descendiendo tras una serie de malos resultados deportivos.
En julio de 2009 llega a un acuerdo con el Cáceres 2016 de la misma categoría para apuntalar el perímetro acompañando a Lucio Angulo, Francis Sánchez y Xavi Forcada donde se convirtió en el jugador más efectivo del equipo más allá de la línea de 6,75.
En agosto de 2010 se confirma su regreso al baloncesto heleno tras alcanzar un acuerdo con el PAOK Salónica de la HEBA.

## Clubes
- Ment (1999-2003)
- Iraklis BC (2003-2006)
- Breogán Lugo (2006-2007)
- CB Rosalía de Castro (2007-2009)
- Cáceres 2016 Basket (2009-2010)
- PAOK Salónica BC (2010-2011)
- Rethymno BC (2011-2012)
- PAOK Salónica BC (2012-2016)